# Христиани, Иоганн Самюэль
Иоганн Самюэль Христиани  (нем. Christiany Johann Samuel), Иван Андреевич; 1711, Саксония — 1766, Барнаульский завод) — горный специалист, коллежский советник (1761), один из создателей сереброплавильного производства Западной Сибири.

## Биография
Родился в 1711 году в Саксонии. Родом из Фрейбергского курфюршества, где находились знаменитые на всю Европу серебряные рудники. Племянник первого начальника Колывано-Воскресенских заводов А.В. Беэра.
На русской службе с 1738 года (лейтенант «при строении казённых Гороблагодатских Кушвинских и Туринских заводов»).
В 1743—1745 годах работал по контракту у А. Н. Демидова управителем Колыванского завода. По заданию Демидова, тайно от центральных властей, наладил вместе с плавильным мастером-саксонцем Иоганном Юнгхансом выплавку серебра, что частным лицам без особого разрешения запрещалось. Для проверки по указанию императрицы Елизавета Петровны прибыла комиссия во главе с бригадиром А. В. Беэром (1745). В её состав был включен и Христиани «для учинения змеиногорской руде свидетельства». Позже Христиани составил план перепрофилирования медеплавильного производства в серебро-плавильное.
26 марта 1746 года Управляющий Кабинетом Е.И.В. заключил контракт с «бывшим в службе при казённых Гороблагодатских и партикулярных Колыванских заводах офицером Фрейбергского курфюршества саксонского урождения Иоганом Самюэлем Христиани», который «во время бытия... в означенном заводе по должности как в плавке золотосодержащих и прочих руд, так и по очищению серебра, меди и свинца на плавильных печах действительную работу производить со всяким радением».
В мае 1746 года — управляющий Барнаульским сереброплавильным заводом, член Канцелярии Колывано-Воскресенского горного начальства.
С 1748 по 1766 год был членом присутствия Канцелярии Колывано-Воскресенского горного начальства.
В 1751—1761 годах исполнял обязанности горного начальника (командира) Колывано-Воскресенского завода, а после смерти А. В. Беэра (1751) в течение 10 лет совместно с другим членом Канцелярии И. Г. Улихом был фактически руководителем округа (А.И. Порошин, назначенный на эту должность в 1753, безвыездно оставался в Петербурге до осени 1761). Поддерживал начинания И. И. Ползунова, оказал ему большую помощь в строительстве «огненной машины».
Строитель первых сереброочистительных печей на Барнаульском и Колыванском заводах.